# Spilogona semiglobosa
Spilogona semiglobosa är en tvåvingeart som först beskrevs av Ringdahl 1916.  Spilogona semiglobosa ingår i släktet Spilogona och familjen husflugor. Arten är reproducerande i Sverige. Inga underarter finns listade i Catalogue of Life.